# Светлиці
Светлиці (словац. Svetlice) — село в Словаччині, Меджилабірському окрузі Пряшівського краю. Розташоване в північно-східній частині Словаччини біля кордону з Польщею.
Уперше згадується у 1557 році.

## Пам'ятки
У селі є греко-католицька церква святого Дмитра (Деметера), великомученика з другої половини 18 століття в стилі бароко з дзвіницею, з 1963 року разом становлять національну культурну пам'ятку та православна церква Покрови Пресвятої Богородиці з 1920 року.

## Населення
| Рік:            | 1994. | 2004.    | 2014.    | 2024.    |
| --------------- | ----- | -------- | -------- | -------- |
| Кількість осіб: | 225   | 152      | 109      | 80       |
| Різниця:        |       | -32,44 % | -28,28 % | -26,60 % |

| Рік:            | 2023. | 2024.   |
| --------------- | ----- | ------- |
| Кількість осіб: | 79    | 80      |
| Різниця:        |       | +1,26 % |

В селі проживає 132 чол.
Національний склад населення (за даними останнього перепису населення — 2001 року):
- словаки- 60,57 %
- русини- 26,29 %
- українці- 6,29 %

Склад населення за приналежністю до релігії станом на 2001 рік:
- греко-католики: 67,43 %,
- православні: 8,00 %,
- римо-католики: 7,43 %,
- не вважають себе віруючими або не належать до жодної вищезгаданої церкви: 9,72 %